# Kaimoto Keidzsi
Kaimoto Keidzsi (Oszaka, 1972. november 26. –) japán válogatott labdarúgó.
A japán válogatott tagjaként részt vett a 2000-es Ázsia-kupán.

## Statisztika
| Japán válogatott | Japán válogatott | Japán válogatott |
| Időszak          | Mérk.            | gól              |
| ---------------- | ---------------- | ---------------- |
| 2000             | 1                | 0                |
| Összesen         | 1                | 0                |